# الناصرة (الرقة)
الناصرة قرية سورية تتبع ناحية الكرامة في منطقة مركز الرقة في محافظة الرقة. بلغ عدد سكانها 5135 نسمة في عام 2004 حسب إحصاء المكتب المركزي للإحصاء.